# Código postal (telenovela)
Código postal —estilizada como C0D160 P05TAL— es una telenovela juvenil mexicana producida para Televisa, bajo la producción de José Alberto Castro. Fue emitida entre 2006 y 2007.
Protagonizada por África Zavala y José Ron, con las participaciones antagónicas de Jessica Coch,  Ana Bertha Espin y Guillermo García Cantú, cuenta con las actuaciones co-protagónicas de los actores juveniles Altaír Jarabo, Imanol Landeta, Eugenio Siller, Jackie García, Ferdinando Valencia, Michelle Ramaglia, Ulises de la Torre y Claudia Godínez; las actuaciones estelares de Roberto Blandón, Gabriela Goldsmith, Aarón Hernán, Leticia Perdigón, Rafael Inclán, Leonorilda Ochoa, Luz María Jerez, Luis Gatica y Roberto Ballesteros y además de la actuación especial de la primera actriz Verónica Castro.
Cabe anotar que la protagonista original de esta telenovela era la actriz colombiana Jery Sandoval la cual a las pocas semanas de estrenarse la telenovela fue despedida por el productor José Alberto Castro anulando así su personaje en la novela. Las locaciones de esta historia se sitúan en la ciudad de Acapulco. A lo largo de esta telenovela desfilaron por ella grandes personalidades de la música como son Guardianes del Amor, Kudai, Reik, Ha*Ash, Camila, Motel, Jesse y Joy, Lu, Duho, David Bisbal, Eduardo Cruz, Kalimba, Chetes y Jeans.

## Elenco
- África Zavala - Victoria Villareal
- José Ron - Patricio González de la Vega Mendoza
- Jessica Coch - Johana Villarreal
- Ana Bertha Espín - Jessica Mendoza de González de la Vega / Jessica Mendoza de Zubieta
- Gabriela Goldsmith - Minerva Carvajal
- Guillermo García Cantú - Claudio Garza Moheno
- Roberto Blandón - Raúl González de la Vega
- Aarón Hernán  - Don Guillermo De Alba
- Leticia Perdigón - Esperanza Gutiérrez
- Jery Sandoval - Regina Corona
- Rafael Inclán - Avelino Gutiérrez
- Luz María Jerez - Irene Alonzo de Rojas
- Luis Gatica - Germán De Alba
- Andrea Garcia -  Ivette Fernández de Alba
- Roberto Ballesteros - Bruno Zubieta
- Marco Muñoz - Adrián Garza Moheno
- Arlette Pacheco - Gloria Durán de Garza
- Verónica Castro - Beatriz Corona
- Imanol Landeta - Pablo Rojas Alonzo
- Michelle Ramaglia - Daniela Gutiérrez Santos
- Ulises de la Torre - Ezequiel Gutiérrez Santos
- Jackie García - Marcela Garza Durán
- Jorge Consejo - Ignacio Ibargüengoitia Rosas-Priego
- Altaír Jarabo - Afrodita Carvajal
- Eugenio Siller - Rafael Rojas Alonzo
- Mariana Rountree - Alexa Torreslanda Hadad
- Carolina Rincón - Venus Carvajal
- Ferdinando Valencia - Guillermo "Memo" De Alba Fernández
- Rafael Puente Jr - Héctor Garza Durán
- Claudia Godínez - Inés Garza Durán
- Diego Dreyfus - Óscar Zubieta
- Daniel Berlanga - Luca Villarreal
- Elsa Cárdenas - Josefina De Alba
- Gerardo Albarrán - Víctor
- Charlie - Arturo
- Miguel Pérez - Jesús "Chuy" Gutiérrez Santos
- Renata Notni - Andrea Garza Durán
- Úrsula Montserrat - Rocío de la Peña
- Beatriz Monroy - Flora
- Poncho de Nigris - Mateo
- Lucia Paillés - Toña
- Ilithya Manzanilla - Daphne de la Peña
- Felipe Nájera - Juez
- Gaby Mellado - Mayra Ruiz Puente
- Anaís - Amanda
- Daniel Ducoing - Mario
- Begoña Narváez - Amy
- Alan Ledesma† - Dr Ángel
- Ale García - Paulina Vidal
- Evelyn Solares - Chole
- Leonorilda Ochoa - Chuyita
- Zamorita - El Negro
- Óscar Bonfiglio - Productor discográfico
- Pablo Lyle - Emmanuel Pérez López
- Víctor Luis Zúñiga - Armando
- Malisha Quintana- Paula Fernández
- Ernesto D'Alessio - Gerardo Villalpando
- Adal Ramones - Él mismo
- Yordi Rosado - Él mismo
- Karla Luna - Ella misma
- Mauricio Castillo - Él mismo
- Carlos Loret de Mola - Él mismo

## Premios y nominaciones

### Premios TVyNovelas 2007
| Categoría            | Persona           | Resultado |
| -------------------- | ----------------- | --------- |
| Mejor Actor Juvenil  | Imanol            | Ganador   |
| Mejor Actriz Juvenil | Jacqueline García | Nominada  |

## Adaptaciones
- Baie des flamboyants (2007), telenovela francesa, adaptada y producida por Jean-Luc Azoulay para Guadeloupe 1ère; protagonizada por Murielle Hilaire.